# Komis Josef Ludwig von Armansperg
Komis Josef Ludwig von Armansperg (en grec: Κόμης Ιωσήφ Λουδοβίκος Άρμανσμπεργκ) Kötzting, Niederbayern, 28 de febrer de 1787 - Múnic, Baviera, 3 d'abril de 1853) fou un polític, que exercí de Primer Ministre de Grècia entre 1 de juny de 1835 i el 14 de febrer de 1837.

## Biografia
Va ocupar els càrrecs de ministre de l'Interior i d'Hisenda (1826-1828) i de Relacions Exteriors(1828-1831) sota el rei Lluís I de Baviera al govern de Baviera. Se'l considerava un monàrquic liberal i un conservador econòmicament. Ell era també un partidari de la Unió Duanera del Nord d'Alemanya.
Quan el tron de Grècia va ser ofert a Oto, el segon fill del sobirà de Baviera el 1832, Armansperg va ser designat per acompanyar el nou rei de Grècia. Lluís I ho va nomenar president del Consell de Regència junt amb altres dos regents: Carl Wilhelm von Heideck i Georg Ludwig von Maurer, i amb un secretari: Karl von Abel.
El 1837, von Armansperg va ser acomiadat de la seva ocupació de Primer Ministre de Grècia, per desavinences amb Otó I de Grècia i va tornar a la seva residència de Schloss Egg a prop de Deggendorf a la Baixa Baviera. Va morir el 1853 a Múnic.